# Estadio Municipal de Valencia
El Estadio Municipal de Valencia es un estadio multiusos. Está ubicado en la Ciudadela La moderna Vaca Bonilla N°17 de la ciudad de Valencia, provincia de Los Ríos. Fue inaugurado el 13 de diciembre de 1995. Es usado mayoritariamente para la práctica del fútbol, y allí juega como local el Club Deportivo Napoli, equipo de la Segunda Categoría del fútbol ecuatoriano. Tiene capacidad para 5000 espectadores.
- Datos: Q5848256